# Portage Lakes Hockey Club
Portage Lakes Hockey Club je bil eden prvih, če ne celo prvi, profesionalni hokejski klub. Deloval je v Houghtonu, Michigan, domače tekme lige IPHL so igrali v dvorani Amphidrome. Klub je obstajal od 1904 do 1907. 

## Vidnejši igralci
- Joe Hall
- Riley Hern
- Bruce Stuart
- Hod Stuart
- Cyclone Taylor